# 福禄草
福禄草（学名：Arenaria przewalskii）是石竹科无心菜属的植物，是中国的特有植物。分布在中国大陆的甘肃、青海等地，生长于海拔2,600米至4,200米的地区，多生长于高山草甸以及退缩的冰斗中，目前尚未由人工引种栽培。

## 别名
西北蚤缀（中国高等植物图鉴） 高原蚤缀（青藏高原药用植物图鉴）